# Wabi-cha
Wabi-cha (わび茶; 侘茶; 侘び茶 (sá trà)), là một phong cách trà đạo Nhật Bản, đặc biệt liên quan với Sen no Rikyū, Takeno Jōō và người khởi xướng ra nó, Murata Jukō. Wabi-cha nhấn mạnh sự lược giản. Thuật ngữ này được đưa vào sử dụng trong thời kỳ Edo, trước đó nó được gọi là wabi-suki (侘数寄), suki nghĩa là "khuynh hướng nghệ thuật," và "wabi" nghĩa đen là 'tuyệt vọng'.

## Lịch sử
Đến những năm cuối thời kỳ Muromachi, trà đạo đã trở nên phổ biến, với một sở thích đồ sứ đắt tiền có nguồn gốc Trung Quốc được biết đến với tên gọi karamono. Wabi-cha phát triển như là một phần của một phong trào để đánh giá những đồ sứ địa phương và những phong cách giản đơn hơn.
Nói chung, ba nhân vật chính được ghi nhận với sự phát triển của hình thức thẩm mỹ wabi-cha của chanoyu: đầu tiên, Murata Jukō; tiếp theo, Takeno Jōō; và cuối cùng, Sen no Rikyū.

 
Rikyū trích dẫn hai bài thơ từ tuyển tập thơ Shin Kokin Wakashū của những năm đầu thế kỷ thứ 13, là khuôn mẫu cho thẩm mỹ wabi của ông. Một bài thơ, là bài ưa thích của Takeno Jōō, được sáng tác bởi Fujiwara Teika (1162–1241): 
見渡せば花も紅葉もなかりけり浦の苫屋（とまや）の秋の夕暮
(Phóng tầm mắt ra xa,/
Chẳng phải những bông hoa/
Cũng không phải lá đỏ:/
Một mái nhà lụp xụp trong lau sậy bên bờ vịnh/
Trong hoàng hôn mùa thu.)
Bài còn lại, trong đó Rikyū tìm thấy sức hấp dẫn đặc biệt, được sáng tác bởi Fujiwara no Ietaka (1158–1237):
Cho những người chờ đợi/
Chỉ cho những cánh hoa/
Nơi đó những ngôi làng miền núi:/
Cỏ lấp ló qua tuyết,/
Và với nó, mùa xuân.
Cốt lõi thẩm mỹ của Rikyū là phòng thưởng trà nhỏ hơn 4.5 tấm thảm tatami. Rikyū đã tìm cách để tạo ra khuôn mẫu cho chanoyu theo hướng tâm linh. Sự tinh giản hoá triệt để của ông về nội thất phòng thưởng trà, sự lược bỏ không gian đến mức tối thiểu cần thiết cho "một chỗ ngồi," là cách thiết thực nhất cho việc tập trung thưởng trà vào sự hiệp thông của chủ và khách. Điều này được thấy trong một ngôi nhà thưởng trà còn tồn tại do thiết kế của mình, được gọi là Taian (待庵), được đặt tại đền Myōkian ở Yamazaki, Kyoto, đã được chỉ định từ chính phủ Nhật Bản như một Quốc bảo (kokuhō). Thành tích của ông đại diện cho đỉnh cao của thẩm mỹ wabi, được sinh ra từ nhận thức chiêm niệm của mối quan hệ giữa người và vật.
Với Rikyū, wabi có ý nghĩa sâu sắc và nghịch lý nhất của nó: Một hương vị tinh khiết trong những thứ vật chất như một phương tiện tương tác của con người, vượt qua giới hạn của chủ nghĩa tối giản.
Rikyū cũng bắt đầu thiết kế đồ thưởng trà bằng gốm sứ của riêng mình, đôi khi có được chúng từ sự chế tác của những người thợ thủ công địa phương. Bát uống trà bằng gốm raku có nguồn gốc từ việc Rikyū có người sản xuất gạch của dòng họ Raku mang tên Chōjirō chuyên tạo ra những chiếc bát uống trà cho ông. Ông thậm chí còn tạo ra những vật dụng cho riêng mình để sử dụng trong phòng thưởng trà, bao gồm những chiếc hộp đựng hoa tạo bởi tre mà ông tự cắt ghép.

## Wabi-cha hiện đại
Một cách trớ trêu, trong thời hiện đại, việc đạt được hào quang của sự đơn giản mộc mạc theo yêu cầu của wabi-cha có thể bị coi là một nỗ lực tốn kém. Thậm chí, những vật dụng đơn giản và rẻ tiền được sử dụng bởi Rikyū và những người học theo đã đạt được cả tình trạng và giá trị: ví dụ, bát uống trà phong cách raku chính gốc, là một trong những vật dụng đắt đỏ nhất có sẵn hiện nay, và là một trong những thứ được tìm kiếm nhiều nhất sau đó. Tương tự, Tương tự như vậy, việc tạo ra những khung cảnh đơn giản được chịu ảnh hưởng bởi Rikyū cho những phòng thưởng trà cũng có thể rất đắt đỏ.